# Rémi Laurent
Pour les articles homonymes, voir Laurent (patronyme).
Rémi Laurent est un acteur français, né le 12 octobre 1957 à Suresnes et mort le 14 novembre 1989 à Paris.

## Biographie
Fils de Louis Laurent, ingénieur agronome et de Nicole Duportic, puéricultrice, il a grandi dans le 16e arrondissement de Paris. Il a appris à jouer du piano, puis il a décidé, à l'adolescence, de devenir comédien.
Révélé par son rôle principal dans À nous les petites Anglaises en 1976, il a joué ensuite dans plusieurs films populaires français de la fin des années 1970 et des années 1980 dont, en particulier, La Cage aux folles (1978) dans lequel il a interprété le rôle du fils de Renato Baldi (Ugo Tognazzi).
L'un de ses rôles les plus marquants a été celui du journaliste Denis Boucher dans le film québécois Les Plouffe (1981) de Gilles Carle.
Il était le compagnon de la comédienne Anne Caudry (comme lui séropositive et décédée en 1991), avant d'épouser Emőke Iren Masznyik, une jeune danseuse et mime hongroise avec qui il vivait à Boulogne-Billancourt.
Il est mort le 14 novembre 1989 à l'âge de 32 ans du sida à l'hôpital Bichat. Il est inhumé à Saint-Pourçain-sur-Sioule.

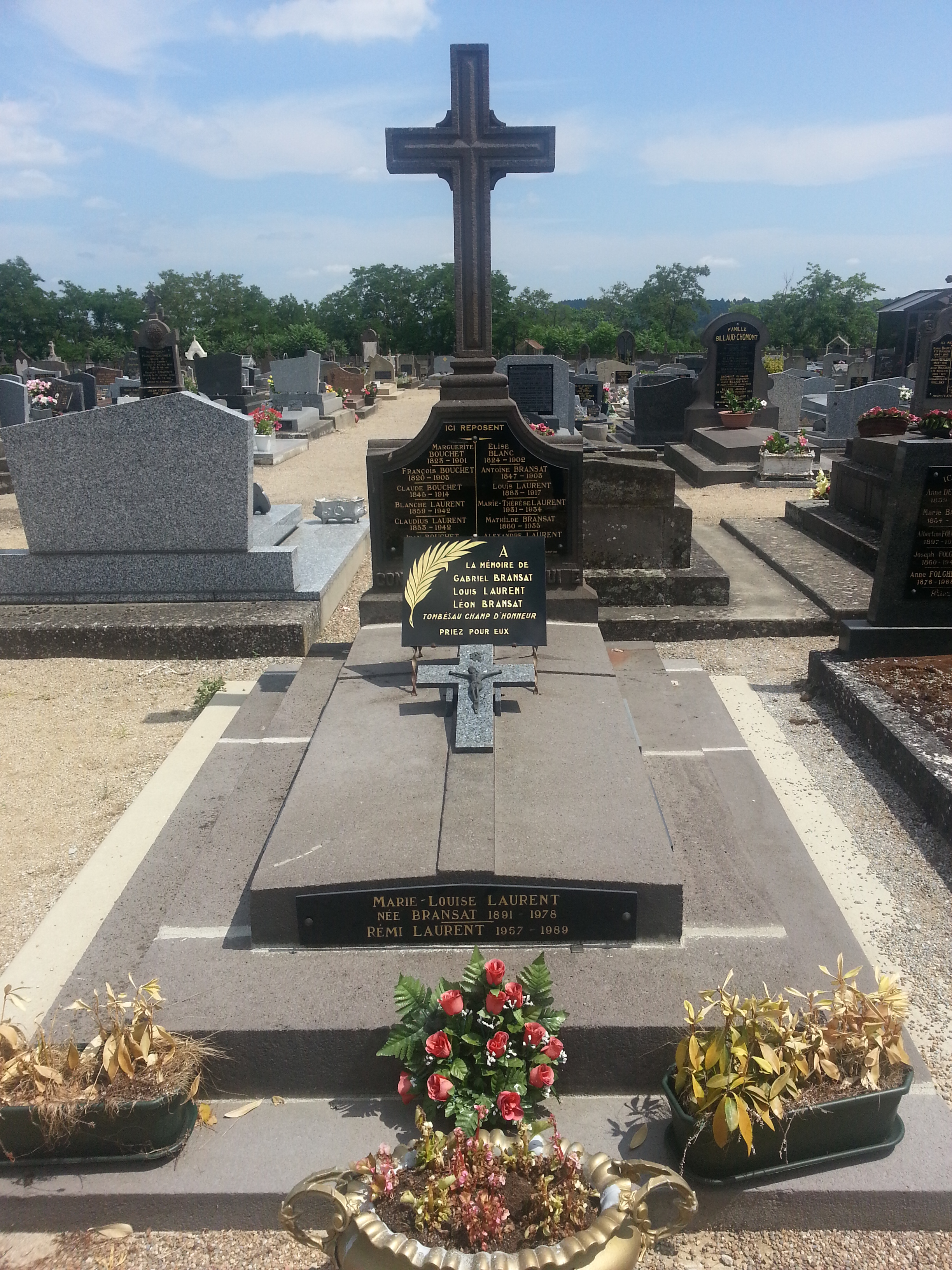
Sépulture de Rémi Laurent.

## Filmographie

### Cinéma

#### Longs métrages
- 1976 : À nous les petites Anglaises de Michel Lang : Alain
- 1977 : Arrête ton char... bidasse ! de Michel Gérard : Francis
- 1977 : Dis bonjour à la dame de Michel Gérard : Daniel Ferry
- 1978 : La Cage aux folles d'Édouard Molinaro : Laurent Baldi
- 1979 : C'est dingue, mais on y va... ! de Michel Gérard : Nicolas
- 1979 : Cinéma 16 - téléfilm (diffusé le 16 janvier 1980 sur FR3) : Les Filles d'Adam de Éric Le Hung : Didier
- 1980 : Tous vedettes de Michel Lang : Laurent Dermoncourt
- 1981 : Les Plouffe de Gilles Carle : Denis Boucher
- 1982 : Le Cadeau de Michel Lang : Laurent
- 1982 : Une glace avec deux boules ou je le dis à maman de Christian Lara : Bernard
- 1986 : Black Mic Mac de Thomas Gilou : l'inspecteur adjoint

#### Courts métrages
- 1977 : Carole de Dominique Maillet (+ production)
- 1978 : Les Seize Ans de Jérémy Millet de Dominique Maillet
- 1980 : 48 heures de Frédéric Demont[1],
- 1982 : L'Homme nuage de Giacinto Pizzufi (+ musique)
- 1982 : Haute Fréquence de Frédéric Demont et Anne Bocrie
- 1982 : Satané rock'n roll de Frédéric Demont
- 1983 : Trois balcons pour Juliette de Frédéric Demont (+ musFrédéric Démonique et chansons)
- 1983 : La Combine de la girafe de Thomas Gilou
- 1985 : Douce France de Jean-Luc Gaget (+ musique)
- 1985 : L'Abygène d'Anne Bocrie (uniquement la musique)
- 1985 : Le Rêve du phénix de Yann Guillehlmine
- 1986 : Verdun année 1916 de Bernard Georges Duluc
- 1986 : J'aimerais tant voir Syracuse de Bernard George Duluc
- 1986 : Grand Khalife dans la quatrième de Rémi Laurent (+ scénario et chanson du générique)
- 1987 : La Princesse surgelée d'Olivier Esmein